# Liga Premier (Malaysia)
La Liga Premier è stata la seconda serie del campionato malese di calcio, organizzato dalla Federazione calcistica della Malaysia.
La divisione è stata soppressa nel 2022 in favore dell'espansione della Liga Super e dell'istituzione, prevista, di una nuova seconda serie.

## Formato
La Liga Premier vedeva la partecipazione di 12 club e si svolgeva, secondo un girone all'italiana, da febbraio a ottobre, concludendosi, dunque, nell'arco di un anno solare, con una pausa corrispondente al mese del Ramadan. La maggior parte delle partite si disputava di venerdì.
Le prime due classificate erano promosse in Liga Super. Le ultime due retrocedevano in Liga M3.

## Squadre
Stagione 2021.
- FAM-MSN Project
- Johor Darul Ta'zim II
- Kelantan
- Kelantan United
- Kuching City
- Negeri Sembilan
- Perak II
- PDRM
- Sarawak United
- Selangor II
- Terengganu II

## Albo d'oro
| Stagione  | Vincitore             | Secondo classificato  |
| --------- | --------------------- | --------------------- |
| 2004      | MPPJ                  | TM                    |
| 2005      | Selangor              | Negeri Sembilan       |
| 2005-2006 | Kedah                 | Malacca               |
| 2006-2007 | PDRM                  | UPB-MyTeam            |
| 2007-2008 | Kuala Muda Naza       | PLUS                  |
| 2009      | Harimau Muda          | T-Team                |
| 2010      | Felda United          | Sabah                 |
| 2011      | PKNS                  | Sarawak               |
| 2012      | ATM                   | Pahang                |
| 2013      | Sarawak               | Sime Darby            |
| 2014      | PDRM                  | Felda United          |
| 2015      | Kedah                 | Penang                |
| 2016      | Melaka United         | PKNS                  |
| 2017      | Kuala Lumpur          | Terengganu FC         |
| 2018      | Felda United          | Felcra                |
| 2019      | Sabah                 | Johor Darul Ta'zim II |
| 2020      | Penang                | Kuala Lumpur          |
| 2021      | Negeri Sembilan       | Sarawak United        |
| 2022      | Johor Darul Ta'zim II | Kelantan              |

## Vittorie per squadra
| # | Squadra               | Vittorie |
| - | --------------------- | -------- |
| 1 | Felda United          | 2        |
| 1 | Kedah                 | 2        |
| 1 | PDRM                  | 2        |
| 2 | Penang                | 1        |
| 2 | Sabah                 | 1        |
| 2 | MPPJ                  | 1        |
| 2 | Selangor              | 1        |
| 2 | Kuala Muda Naza       | 1        |
| 2 | Harimau Muda          | 1        |
| 2 | PKNS                  | 1        |
| 2 | ATM                   | 1        |
| 2 | Sarawak               | 1        |
| 2 | Melaka United         | 1        |
| 2 | Kuala Lumpur          | 1        |
| 2 | Johor Darul Ta'zim II | 1        |
| 2 | Negeri Sembilan       | 1        |